# Craig Gentry (informaticien)
Pour l’article homonyme, voir Craig Gentry pour le joueur de base-ball.
Pour les articles homonymes, voir Gentry (homonymie).
Craig Gentry (né en 1972/73) est un informaticien américain. Il est surtout connu pour ses travaux en cryptographie, en particulier un chiffrement entièrement homomorphe,,,. En 2009, sa thèse, dans laquelle il a construit le premier système de chiffrement entièrement homomorphe, a remporté le prix ACM. En 2010, il a remporté le prix Grace Murray Hopper pour le même travail. En 2014, il a remporté le prix MacArthur. Il est chercheur au  centre de recherche Thomas J. Watson de IBM.